# Премия Соннинга
Премия Соннинга (дат. Sonningprisen) — крупнейшая (миллион датских крон) культурная премия Дании, присуждаемая — обычно раз в два года — Копенгагенским университетом для поддержки продвижения европейской культуры. Учреждена журналистом Carl Johan Sonning (1879—1937). Лауреат определяется комитетом университета. Церемония награждения проходит в Копенгагенском университете предпочтительно 19 апреля — в день рождения C.J. Sonning. Выдвижение кандидатов производится европейскими университетами на имя ректора Копенгагенского университета.

## Лауреаты
- 2002 —  Мэри Робинсон, Верховный комиссар ООН по правам человека
- 2004 —  Мона Хатум, художница
- 2006 —  Агнеш Хеллер, философ
- 2008 —  Ренцо Пиано, архитектор
- 2010 —  Ханс Магнус Энценсбергер, поэт
- 2012 —  Орхан Памук, писатель
- 2014 —  Михаэль Ханеке, кинорежиссёр
- 2018 —  Ларс фон Триер, кинорежиссёр и сценарист